# Froschau (Breitenbrunn)
Froschau ist ein Gemeindeteil des Marktes Breitenbrunn im Landkreis Neumarkt in der Oberpfalz in Bayern.

## Geographie
Der einstige Weiler „Fröschau“ der Gemeinde Buch ist ein Teil der heutigen Von-Tilly-Straße (die Staatsstraße 2234 in Richtung Parsberg) im Nordosten von Breitenbrunn im Tal der Bachhaupter Laber.

## Geschichte
Im Alten Reich gehörte der Weiler, zuletzt bestehend aus vier kleineren Anwesen („Häusler“) mit einer Kirche, zur Reichsherrschaft Breitenegg.
Im Königreich Bayern (1806) kam Buch mit den Gemeindeteilen Bottelmühle, Rasch und Fröschau/Froschau zum Landgericht Neumarkt in der Oberpfalz und 1821 zum Landgericht Hemau, ab 1862 Bezirksamt Hemau, ab 1880 dem Bezirksamt bzw. 1938 bis 1972 Landkreis Parsberg.
Mit der bayerischen Gebietsreform wurde Buch mit seinen Gemeindeteilen Froschau und Bottelmühle am 1. Januar 1972 zu Gemeindeteilen des Marktes Breitenbrunn. Im amtlichen Ortsverzeichnis Bayerns von 1987 werden die Bewohner des Ortsteils nicht mehr gesondert erfasst.
In dem Weiler lebten
- 1836 20 Einwohner (4 Häuser),[4] laut Kataster (2 Maurer, 1 Zimmermann, 1 Taglöhner). Im 17. Jahrhundert auch Weber.
- 1861 32 Einwohner (7 Gebäude, 1 Kirche),[5]
- 1871 20 Einwohner (12 Gebäude; an Großviehbestand 8 Stück Rindvieh),[6]
- 1900 38 Einwohner (10 Wohngebäude),[7]
- 1925 16 Einwohner (4 Wohngebäude),[8]
- 1937 16 Einwohner,[9]
- 1950 19 Einwohner (4 Wohngebäude, 1 Kirche).[10]

## Kirchliche Verhältnisse
Fröschau/Froschau gehörte kirchlich seit altersher zur katholischen Pfarrei Breitenbrunn im Bistum Eichstätt und darin zur Filiale Buch. Mit der in den bayerischen Ortsverzeichnissen aufgeführten Kirche des Weilers wird wohl die gegenüberliegende Kirche St. Sebastian gemeint sein. 